# Рібіца
Рібіца (рум. Ribița) — село у повіті Хунедоара в Румунії. Адміністративний центр комуни Рібіца.
Село розташоване на відстані 324 км на північний захід від Бухареста, 35 км на північ від Деви, 91 км на південний захід від Клуж-Напоки, 127 км на схід від Тімішоари.

## Населення
За даними перепису населення 2002 року у селі проживали 602 особи, з них 600 осіб (99,7%) румунів. Рідною мовою 600 осіб (99,7%) назвали румунську.